# Regionales Schutzgebiet Ausangate
Das Regionale Schutzgebiet Ausangate (span. Área de Conservación Regional Ausangate) befindet sich in der Region Cusco in Südost-Peru. Das Schutzgebiet wurde am 12. Dezember 2019 eingerichtet. Die Regionalregierung von Cusco ist die für das Schutzgebiet zuständige Behörde. Das Schutzgebiet besitzt eine Größe von 665,14 km². Es dient der Erhaltung einer an der Südflanke der Cordillera Vilcanota gelegenen Hochgebirgslandschaft. Es wird in der IUCN-Kategorie VI als ein Schutzgebiet geführt, dessen Management der nachhaltigen Nutzung natürlicher Ökosysteme und Lebensräume dient.

## Lage
Das Schutzgebiet liegt an der Südflanke der Cordillera Vilcanota 100 km ostsüdöstlich der Regionshauptstadt Cusco. Es liegt an den Oberläufen der Flüsse Río Salcca und Río Yanamayu, linker Quellfluss des Río Pitumarca. Das Gebiet liegt in den Distrikten Pitumarca und Checacupe im Nordosten der Provinz Canchis. Die Dorfgemeinschaften Sallani und Phinaya liegen innerhalb des Schutzgebietes. Aufgrund von Bergbaukonzessionen umschließt das Schutzgebiet mehrere Flächen, die nicht zum Schutzgebiet gehören. Das Schutzgebiet umfasst die Laguna Sibinacocha, jedoch nicht deren Ostufer. Im Norden reicht das Schutzgebiet bis zum stark vergletscherten Hauptkamm der Cordillera Vilcanota mit den Gipfeln Chumpe (6106 m) und Jatunhuma (6093 m). Im Osten reicht das Schutzgebiet bis an den Westrand der Quelccaya-Eiskappe. Der namengebende Berg Ausangate, der höchste Gipfel der Cordillera Vilcanota, liegt 11 km westlich vom Schutzgebiet.

## Ökologie
Im Schutzgebiet leben Alpaka (Vicugna pacos) und Vikunja (Vicugna vicugna). Die Gletscherfläche im Schutzgebiet ist in den vergangenen Jahrzehnten stetig zurückgegangen.